# Naugawan Sadat
Naugawan Sadat è una suddivisione dell'India, classificata come nagar panchayat, di 27.075 abitanti, situata nel distretto di Jyotiba Phule Nagar, nello stato federato dell'Uttar Pradesh.